# Philadelphia (Ägypten)
Philadelphia war eine antike Stadt im Fayum in Ägypten. Die Ruinen werden heute als Kom el-Kharaba el-Qebir, Kom el-Hammam, Darb Girza, Kom Darb Gerza oder er-Rubayyat bezeichnet und liegen etwa 40 Kilometer nordöstlich von Madinat al-Fayyum entfernt.
Die Ruinen der Stadt bedecken eine Fläche von ungefähr 1000 × 500 m. Der Ort ist eine ptolemäische Gründung. Es ist unbekannt, ob es einen pharaonenzeitlichen Vorgängerort gab. Die Stadt war um 1900 mehrmals das Ziel von Ausgrabungen, mit denen man in erster Linie Papyri finden wollte, während der eigentlichen Stadt und ihrer Architektur wenig Aufmerksamkeit geschenkt wurde. Aus den Nekropolen der Stadt stammen auch zahlreiche Mumienporträts.
Alte Luftaufnahmen und ein skizzenhafter Plan von Ludwig Borchardt aus dem Jahr 1924 zeigen, dass die Stadt mit rechtwinkeligen Straßenkreuzungen angelegt worden war. Im Süden der Stadt stand ein Tempel in ägyptischem Stil.
Im Ort lebte Apollonios, dessen Archiv gefunden wurde. Die Texte stammen von Apollonios’ Sekretär Zenon von Kaunos und bilden eine wichtige Quelle zur hellenistischen Wirtschaftsgeschichte.
Beim antiken Ort befinden sich umfangreiche Nekropolen. In einem Grab fanden sich auf einer Papyrusrolle Teile von zwei bisher verschollenen Stücken des Euripides.